# Licuala crassiflora
Licuala crassiflora là loài thực vật có hoa thuộc họ Arecaceae. Loài này được Barfod mô tả khoa học đầu tiên năm 2000.